# قصر تكفور
قصر تكفور هو مبني أثري يقع في إسطنبول. تذكر بعض المراجع أن بناءه يعود إلى القرن العاشر الميلادي وأنه تم بناؤه من قبل الإمبراطور البيزنطي بورفيروغينيتوس. تم استخدامه كحديقة حيوانات في أواخر القرن السابع عشر الميلادي. تقوم بلدية اسطنبول اليوم بأعمال تنقيب وتجديد في المبنى.

## معرض صور

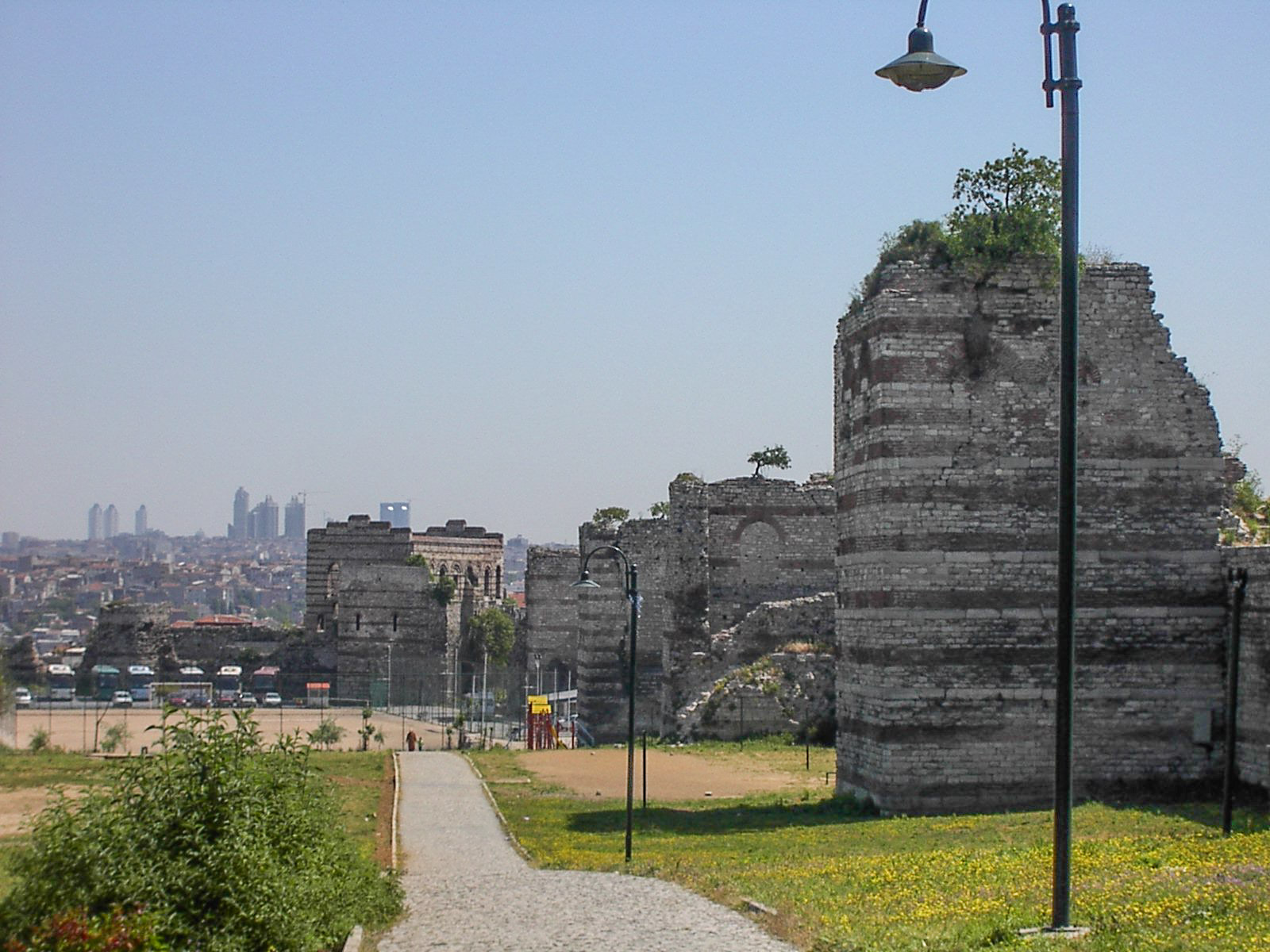
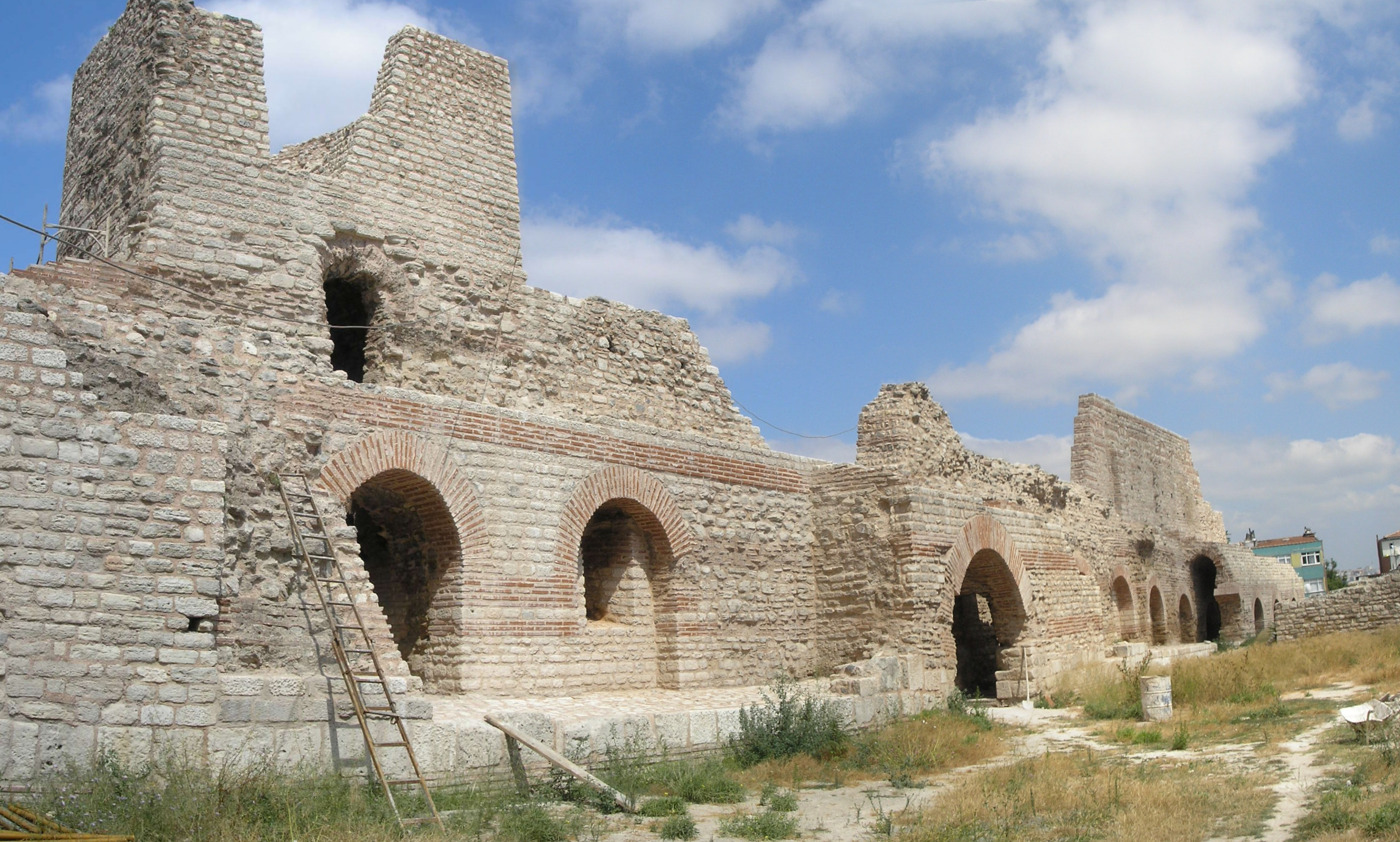
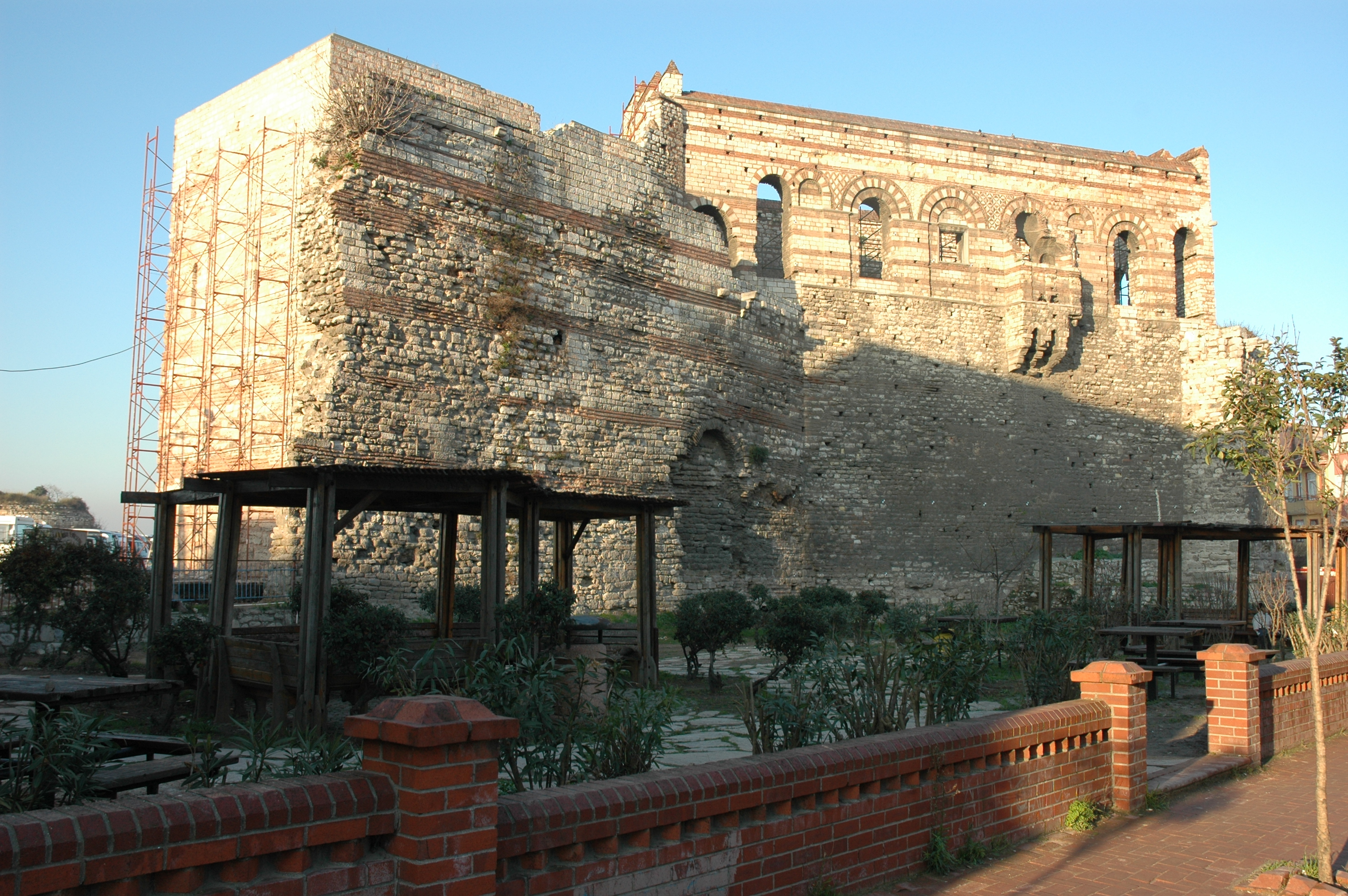
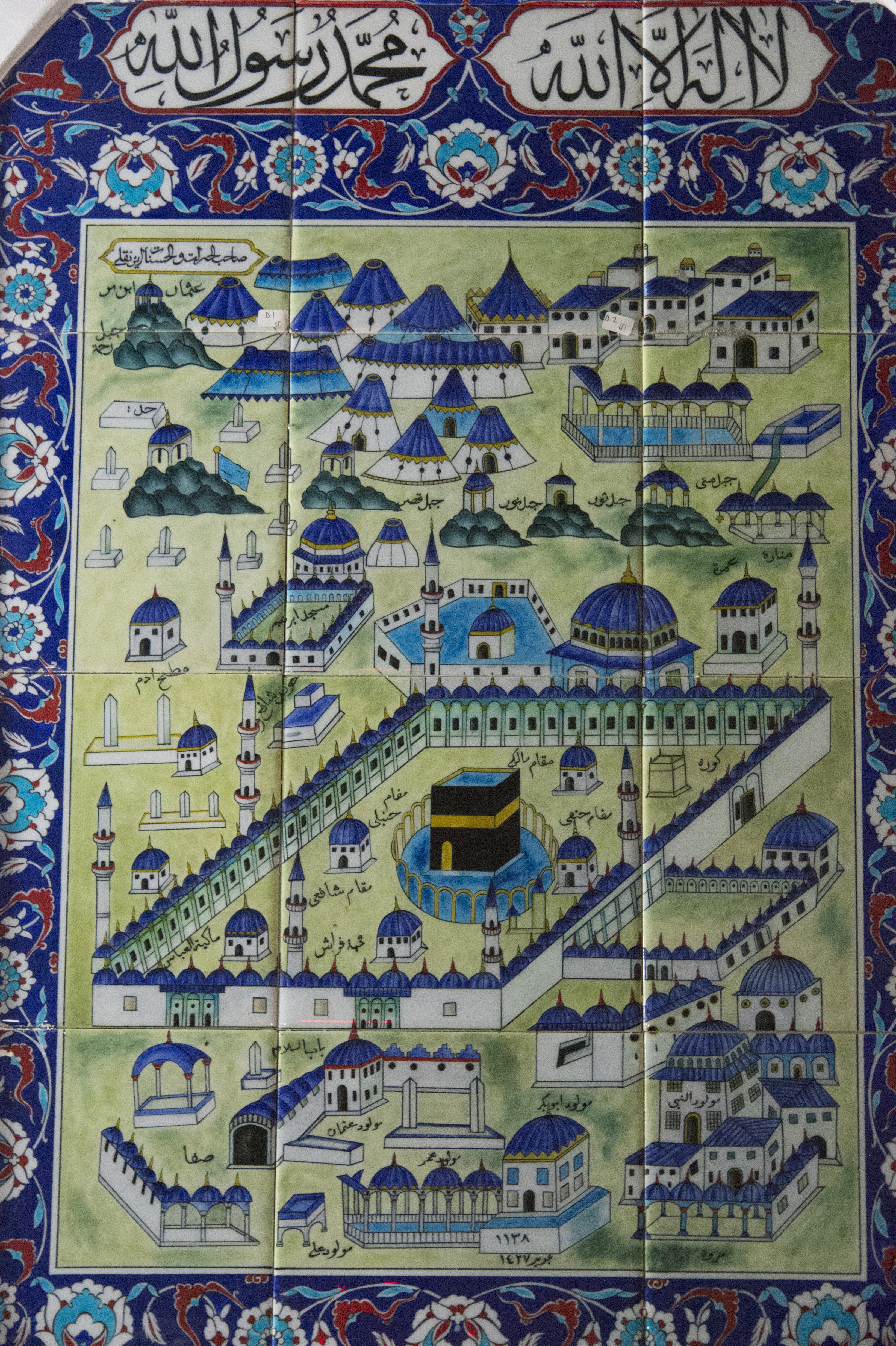
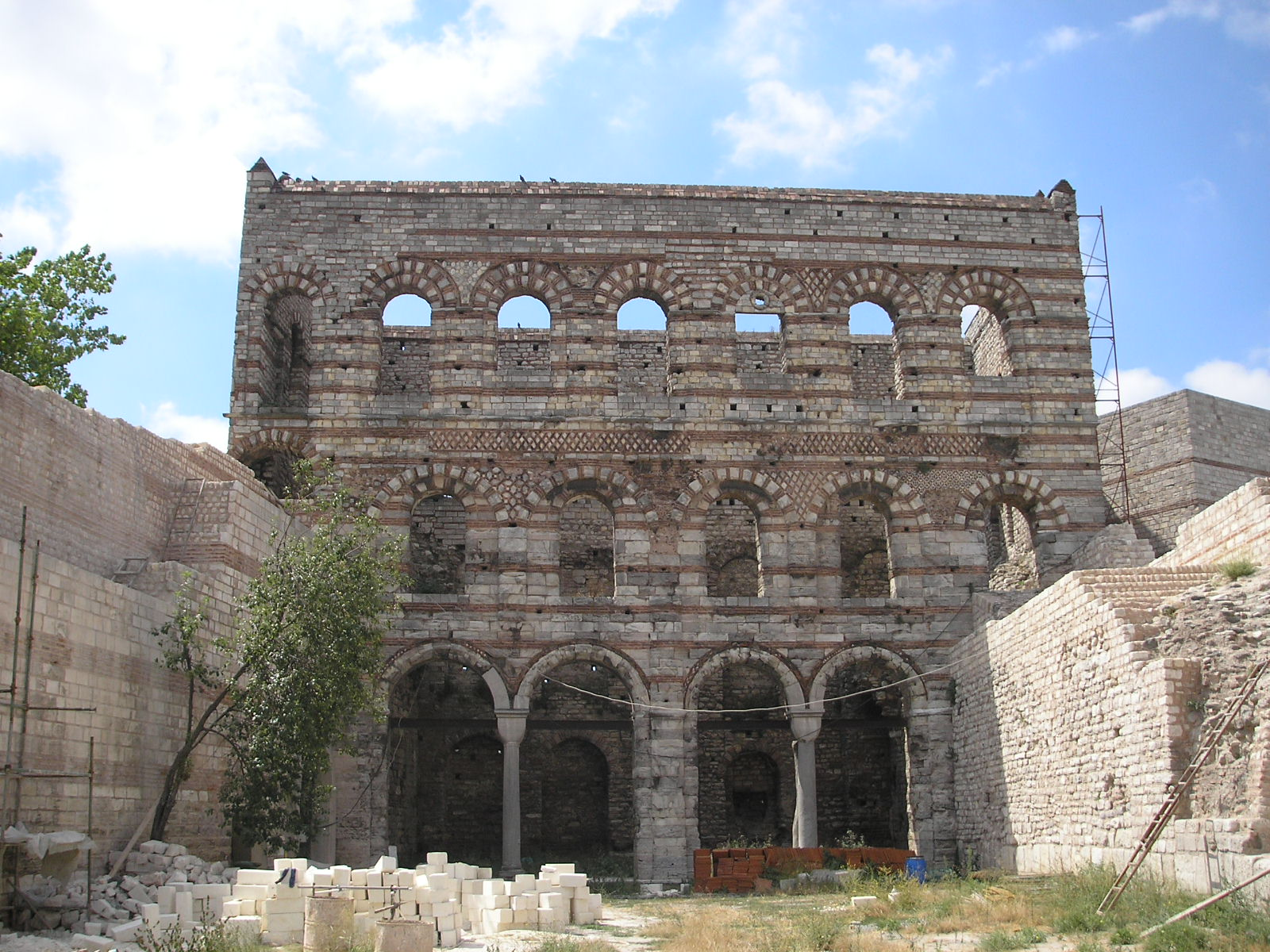